# Locomotiva PKP EU07A
La locomotiva EU07A è una versione radicalmente modificata della locomotiva EU07 con nuovi motori, nuova elettronica, nuovo sistema frenante.

## Storia
Nel 2010 venne deciso l'avviamento a lavori di ammodernamento della locomotiva EU07-495 (tipo 303E), in gestione a PKP Intercity. L'avviamento reostatico ad alta intensità energetica è stato sostituito con un moderno avviatore a frequenza IGBT VVVF. Con i lavori di ammodernamento sono stati sostituiti il convertitore ausiliario LKPm-368 con il convertitore ENI-PL3000/130/S, l'albero portante del tipo scorrimento con uno del tipo a rotolamento, e sono stati installati motori di trazione asincroni con controllo a microprocessore, sviluppato dall'Istituto veicoli ferroviari "Tabor", l'unico istituto di ricerca in Polonia che svolge in modo completo lavori relativi alla progettazione, costruzione e collaudo di veicoli ferroviari. L'obsoleto impianto frenante tradizionale Oerlikon è stato sostituito da un moderno sistema frenante MZT Hepos abbinato a freni elettropneumatici ed elettrodinamici, rendendo la locomotiva più affidabile e sicura. La cabina di guida è stata dotata di un display a diodi, soluzione già adottata nelle locomotive EP07 modernizzate da ZNLE Gliwice per Przewozy Regionalne denominate serie EP07P.
La modernizzazione della locomotiva EU07-495 con incremento della potenza a 3200 kW ed adeguamento alla velocità di 160 km/h, è stata eseguita dalla ZNTK di Oleśnica nel 2011. La locomotiva ha raggiunto la velocità di 192 km/h durante le prove. e il 12 dicembre 2011, la locomotiva è entrata in servizio con la numerazione cambiata da EU07-495 a EU07A-001.
Inizialmente, da parte di PKP Intercity non vennero previste ulteriori modernizzazioni, ma successivamente venne deciso di modernizzare altre due locomotive EU07, dovendo sostituire, tra l'altro, la locomotiva EP09-035, distrutta nell'incidente nei pressi di Szczekociny. Il 3 marzo 2012, PKP Intercity ha deciso di affidare questi lavori di ammodernamento a ZNTK Oleśnica; tali lavori vennero completati a giugno 2014.
Il 12 ottobre 2012 Przewozy Regionalne ha deciso di ordinare a Pesa Bydgoszcz la modernizzazione di sei locomotive EU07 con adeguamento alla velocità di 160 km/h, ma l'ordine venne successivamente annullato.

### Locomotive ammodernate EU07A
| Gestore       | Numero seriale                                           | completamento |
| ------------- | -------------------------------------------------------- | ------------- |
| PKP Intercity | 001 (ex. EU07-495) 002 (ex. EU07-533) 003 (ex. EU07-494) | 2011 2014     |

### Immagini EU07A

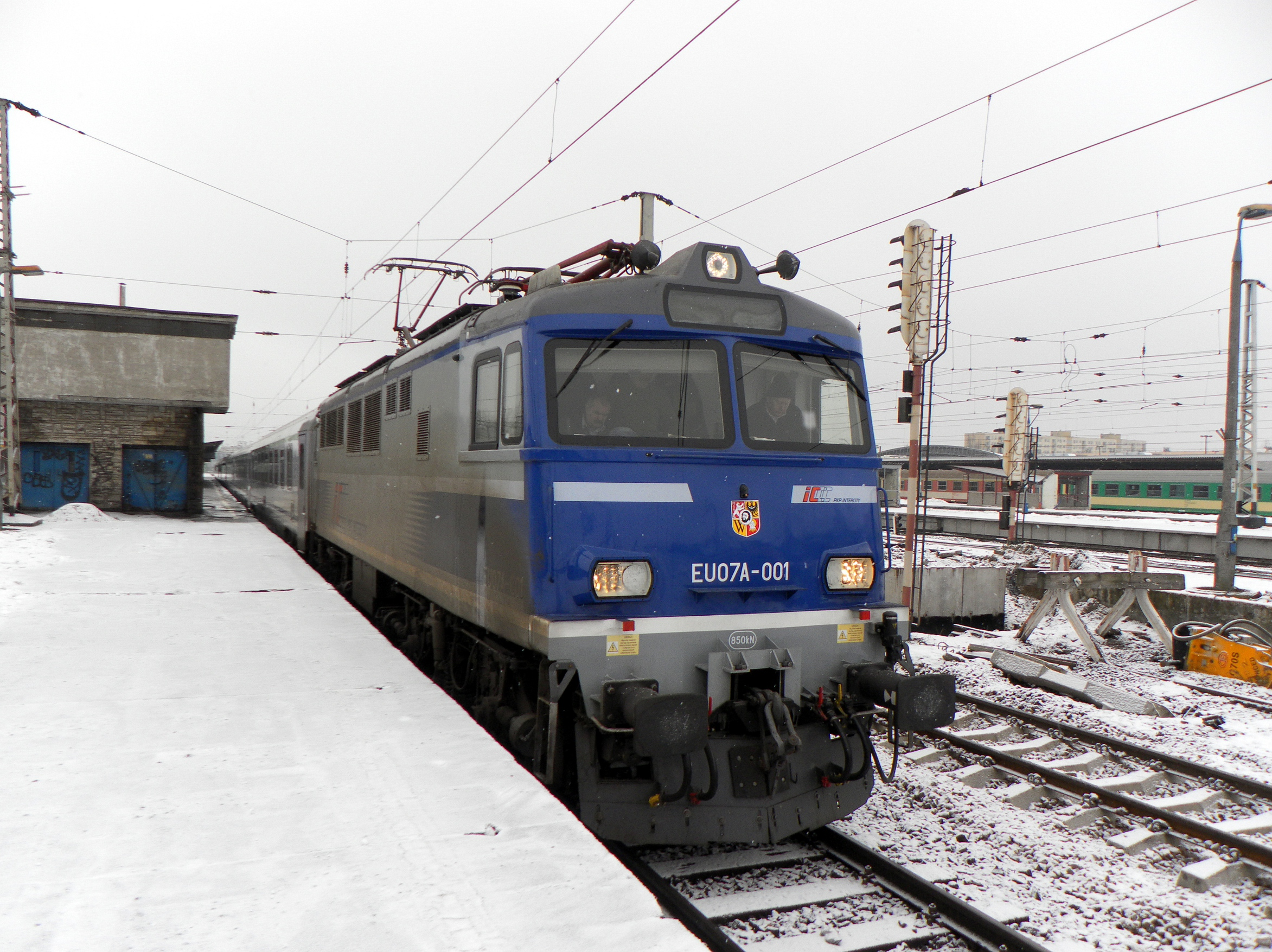
EU07A-001 a Varsavia Wschodnia
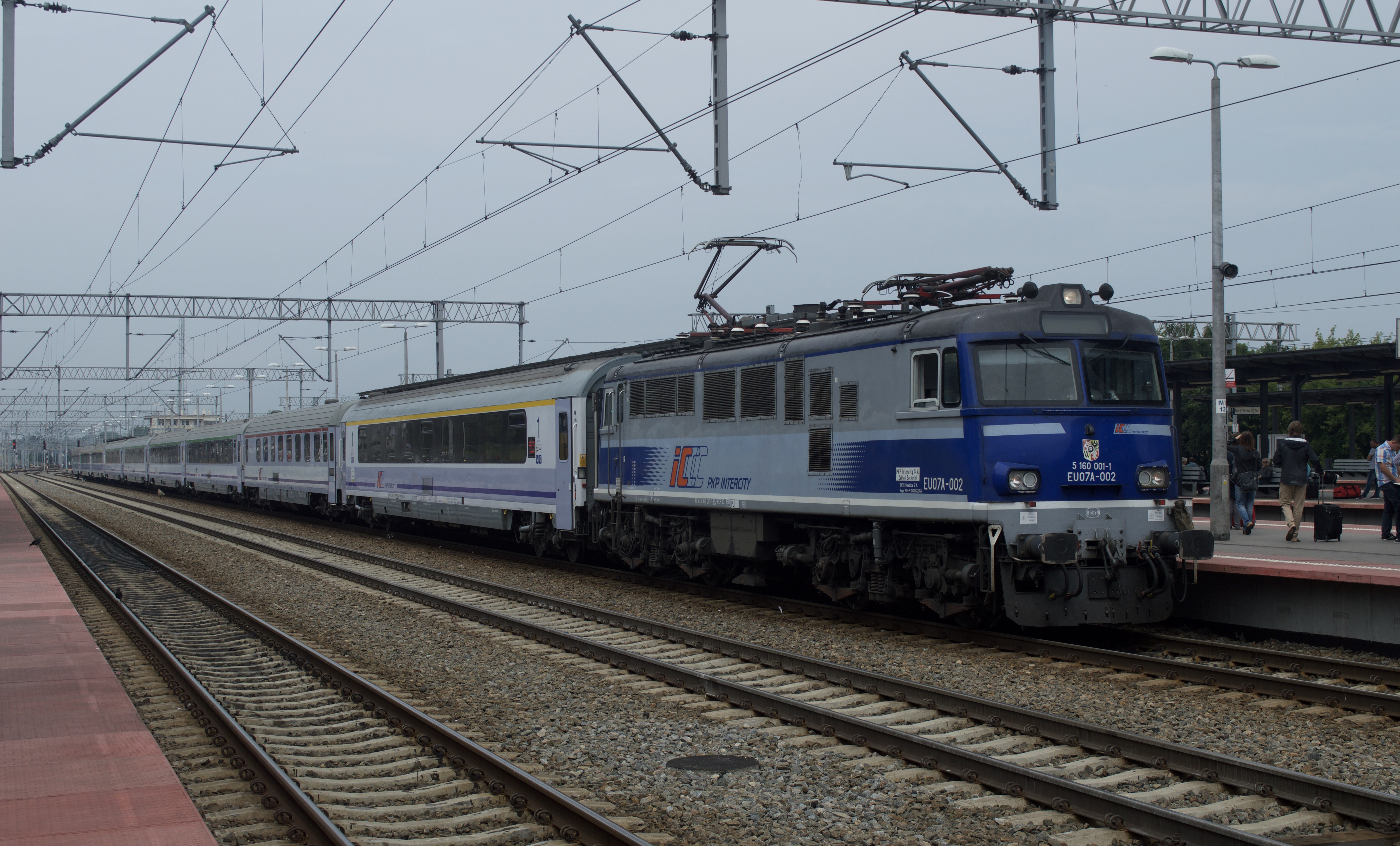
EU07A-002 a Gdynia Główna
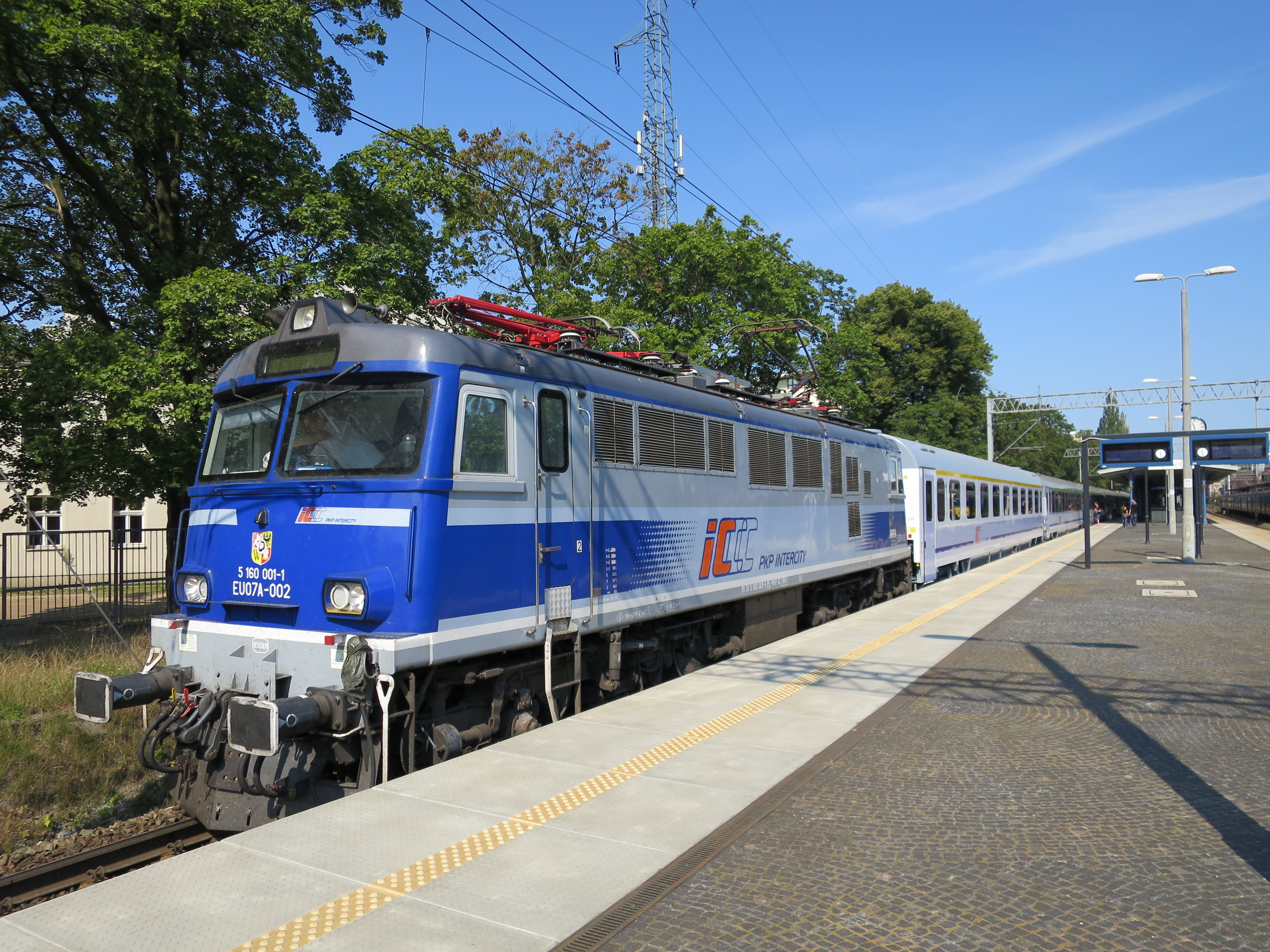
Locomotiva EU07A-002 a Sopot
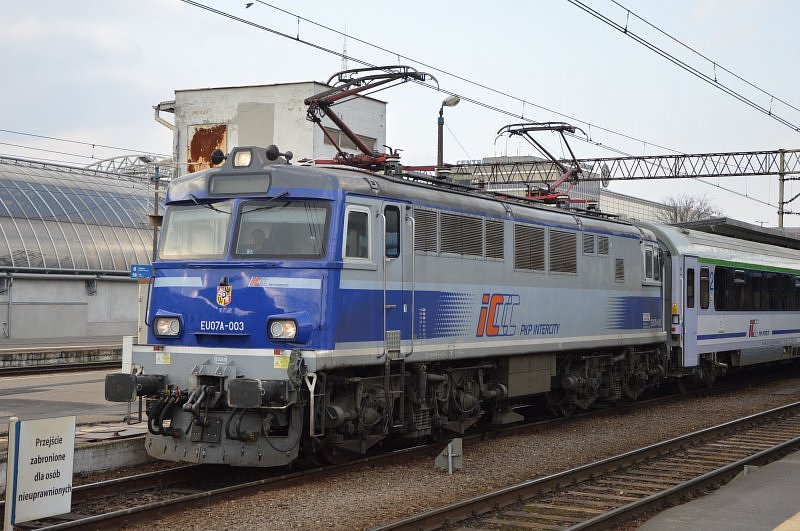
EU07A-003 nella stazione di Poznań